# Wilbinga
Wilbanga is een plaats in de regio Wheatbelt in West-Australië.
Wilbinga maakt deel uit van het lokale bestuursgebied (LGA) Shire of Gingin. Het ligt aan de 'Indian Ocean Drive', 70 kilometer ten noordnoordwesten van de West-Australische hoofdstad Perth, 55 kilometer ten zuidzuidoosten van Lancelin en 45 kilometer ten westen van Gingin, de hoofdplaats van het lokale bestuursgebied waarvan het deel uitmaakt.
In 2021 telde Wilbinga 8 inwoners.
De streek rond Wilbinga is geliefd bij 4x4-liefhebbers. Men kan er over het strand rijden maar evengoed vissen of van het strand genieten.